# Paramigdolus
Paramigdolus is een geslacht van kevers uit de familie Vesperidae. De wetenschappelijke naam van het geslacht werd in 1986 gepubliceerd door Dias.

## Soorten
Paramigdolus is monotypisch en omvat slechts de volgende soort:
- Paramigdolus tetropioides (Fairmaire, 1893)